# Vitanová
Vitanová é um município da Eslováquia, situado no distrito de Tvrdošín, na região de Žilina. Tem 45,8 km² de área e sua população em 2018 foi estimada em 1.336 habitantes.

## Demografia
| Ano:        | 1994 | 2004   | 2014   | 2024   |
| ----------- | ---- | ------ | ------ | ------ |
| Broj ljudi: | 1187 | 1232   | 1297   | 1319   |
| Razlika:    |      | +3,79% | +5,27% | +1,69% |

| Ano:               | 2023 | 2024   |
| ------------------ | ---- | ------ |
| Número de pessoas: | 1314 | 1319   |
| Diferença:         |      | +0,38% |